# Efter balen
Efter balen (ryska: После бала) är en novell av Lev Tolstoj från 1903. Novellen är publicerad i översättning från ryska till svenska av Valborg Hedberg i Djäfvulen och andra berättelser och dramer 1911, samt av Staffan Dahl i novellsamlingen Polikusjka — Efter balen 1952 (och senare). Efter balen var avsedd som en protest mot mänsklig råhet och grymhet.

## Handling

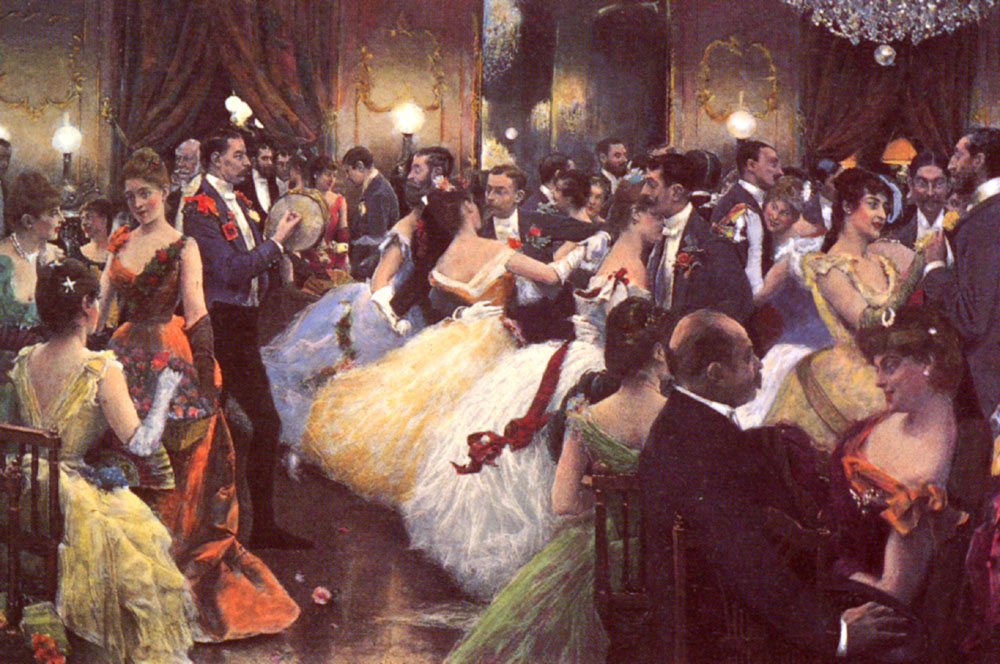
Balen av Julius LeBlanc Stewart

Efter balen berättas av huvudpersonen Ivan Vasiljevitj genom att han återger en episod ur hans eget liv. Omkring 1840 befinner sig Ivan på en bal hos en guvernementsmarskalk, där han dansar vals och polka med Varenka, som han förälskar sig i. Vid masurkan blir han förekommen av rivalen Anisimov, och han dansar istället med en tyska som han har svärmat för tidigare. Ivan är dock hela tiden koncentrerad på Varenka, som vid den efterföljande valsen går över till honom igen. De dansar till klockan tre på natten då det blir dags för supé. Varenka antyder att hon kanske måste fara hemåt, och ger som ett minne Ivan en fjäder ur sin solfjäder.
Då ropar balens värdinna till Varenka, och föreslår att hon och hennes far överste Peter Vladislavovitj dansar masurka. Ivan ser att översten i sin ungdom måste ha dansat mycket bra, men att han nu med åldern är en aning stel i de snabba stegen han försöker utföra. När dansen är slut lämnar översten över dottern till Ivan, och ber dem ta en tur. Ivan blir utom sig av glädje och upplever att överstens vänliga leende påminner om Varenka. Klockan fyra eller fem på morgonen, efter en masurka och supén, dansar de en sista kadrilj innan de skiljs åt och Ivan får Varenkas ena vita glacéhandske som ett minne.
Väl hemma kan Ivan inte somna då han tänker på Varenka och balen. Han går ut på gatan i den dimmiga gryningen. Under promenaden går han förbi huset där Varenka och hennes far översten bor. Ute på fältet ser Ivan soldater och hör en trumslagare och en flöjtist spela en obehagligt gäll melodi. Mellan leden av soldater raglar en tatar med bar överkropp, som slås blodig av officerarnas käppar. Tataren kvider ”Bröder, ha förbarmande med mig”. Ivan ser att överste Peter Vladislavovitj leder truppen. Plötsligt ryter översten ”Jag skall ge dig på huden jag, vill du slå till ordentligt, vasa?” och slår en småväxt soldat i ansiktet för att denne inte drämt sin käpp i tatarens rygg tillräckligt hårt. Översten ser Ivan men låtsas inte om honom. Ivan känner sig skamsen och beger sig hemåt. Han får kväljningar och är nära att kräkas över det han just bevittnat.
Ivan berättar nu för åhörarna att han ansträngde sig för att förstå varför misshandeln ägde rum, men att han inte hittade någon godtagbar anledning. Därför bestämde han sig också för att inte göra militärtjänst, som han tidigare planerat. ”Hur gick det med kärleken då?” undrar åhörarna. Ivan svarar att Varenka påminde honom alltför mycket om översten, så den svalnade och tog slut.

## Personer
- Ivan Vasiljevitj — student vid ett universitet på landsorten.
- Varenka B. — dotter till överste Peter Vladislavovitj.
- Peter Vladislavovitj B. — överste, far till Varenka.
- Anisimov — ingenjör och Ivans rival.
- Petrusja — Ivans livegne betjänt.

## Kritik
Knut Jaensson recenserar Efter balen i Dagens Nyheter 29 november 1952. Han menar att berättelsen i sin första hälft är ganska konventionellt berättad, men att ”själva denna stil insöver faktiskt läsaren och gör kontrasten mot slutscenen så mycket skarpare” för ”om inte förälskelsen i den ståtliga och egenartade skönheten hade varit så glödande, och om inte flickans fader, den imponerande översten, hade gjort ett så belevat intryck, så skulle bevittnandet av gatloppet i den tidiga morgonstunden dagen därpå under överstens kommando inte heller ha fått en sådan avgörande inverkan”.

## Bakgrund
1903 ombads Lev Tolstoj medarbeta till en bok till hjälp för judar som lidit av pogromen i Chișinău. Efter balen planerades för boken, men skrevs inte färdigt i tid och trycktes inte heller under Lev Tolstojs livstid. Den var avsedd som en protest mot mänsklig råhet och grymhet.